# Scapteromys meridionalis
Scapteromys meridionalis es una especie del género de roedores Scapteromys, el cual se agrupa en la familia Cricetidae. Habita en el nordeste del Cono Sur de Sudamérica. 

## Taxonomía
Esta especie fue descrita originalmente en el año 2014 por los zoólogos Fernando Marques Quintela, Gislene Lopes Gonçalves, Sérgio Luiz Althoff, Ives José Sbalqueiro, Luiz Flamarion Barbosa Oliveira y Thales Renato Ochotorena de Freitas.
Etimología
Etimológicamente, el término específico meridionalis es un topónimo que refiere a la región brasileña donde se distribuye, la meseta denominada Planalto Meridional.
Caracterización y relaciones filogenéticas
Esta especie se relaciona a las otras dos especies del género Scapteromys: Scapteromys aquaticus Thomas, 1920 (la cual posee cariotipo 2n = 32) y Scapteromys tumidus Waterhouse, 1837 (con cariotipo 2n = 24). A diferencia de estas, S. meridionalis posee cariotipo 2n = 34/36).
Además, se diferencia de estas por ser significativamente menor considerando la mayoría de las mediciones externas y craneométricas y por exhibir un pelaje visiblemente más gris y más oscuro.
El análisis cariológico detectó una diferencia en el número de cromosomas: 2n = 34 y 2n = 36, y 11 haplotipos, conformando una subestructura que resulta en dos clados recíprocamente monofiléticos, los que podrían representar que Scapteromys meridionalis esté compuesta por 2 subespecies.

## Distribución geográfica y hábitat
Esta especie es endémica del sudeste del Brasil, específicamente de la meseta denominada Planalto Meridional, la cual está cubierta por la Ecorregión terrestre selva de pino Paraná.